# Seiji Yokoyama
Seiji Yokoyama (jap. 横山 菁児 Yokoyama Seiji) (ur. 7 marca 1935, zm. 8 lipca 2017) – japoński kompozytor tworzący muzykę filmową. Najbardziej znany z muzyki do filmów z serii Saint Seiya.

## Wybrana filmografia

### Seriale anime
- 1995: Skarbczyk najpiękniejszych bajek

### Filmy anime
- 1987: Saint Seiya: Historia Złotego Jabłka
- 1988: Saint Seiya: Zażarta walka bogów
- 1988: Saint Seiya: Legenda purpurowego chłopca
- 1989: Saint Seiya: Wojownicy Świętej Wojny
- 2004: Saint Seiya: Niebiański Rozdział – Uwertura

### Tokusatsu
- 1987: Chōjinki Metalder
- 1995: Chōriki Sentai Ohranger